# ITA National Intercollegiate Indoor Championships 2015
Bei den USTA/ITA National Intercollegiate Indoor Championships wurden 2015 die Hallenmeister im US-amerikanischen College Tennis ermittelt. Gespielt wurde vom 12. bis zum 15. November im USTA Billie Jean King National Tennis Center in Flushing, New York.

## Herren

### Einzel
| Nr. | Spieler              | Erreichte Runde |
| --- | -------------------- | --------------- |
| 01. | Thai-Son Kwiatkowski | Viertelfinale   |
| 02. | Cameron Norrie       | Achtelfinale    |
| 03. | Dominik Koepfer      | Sieg            |
| 04. | Arthur Rinderknech   | Viertelfinale   |

| Nr. | Spieler             | Erreichte Runde |
| --- | ------------------- | --------------- |
| 05. | Hugo Di Feo         | Achtelfinale    |
| 06. | Roberto Cid Subervi | 1. Runde        |
| 07. | Nicolás Álvarez     | 1. Runde        |
| 08. | Jared Hiltzik       | Viertelfinale   |

### Doppel
| Nr. | Paarung                             | Erreichte Runde |
| --- | ----------------------------------- | --------------- |
| 01. | Thai-Son Kwiatkowski Mac Styslinger | 2. Runde        |
| 02. | Brett Clark Robert Kelly            | Finale          |
| 03. | Jordan Angus Filip Vittek           | Viertelfinale   |
| 04. | Diego Hidalgo Gordon Watson         | Viertelfinale   |

## Damen

### Einzel
| Nr. | Spieler          | Erreichte Runde |
| --- | ---------------- | --------------- |
| 01. | Danielle Collins | 1. Runde        |
| 02. | Maegan Manasse   | 2. Runde        |
| 03. | Hayley Carter    | 2. Runde        |
| 04. | Ellen Perez      | 2. Runde        |

| Nr. | Spieler          | Erreichte Runde |
| --- | ---------------- | --------------- |
| 05. | Sinéad Lohan     | 2. Runde        |
| 06. | Julia Elbaba     | Viertelfinale   |
| 07. | Belinda Woolcock | Halbfinale      |
| 08. | Stephanie Wagner | Halbfinale      |

### Doppel
| Nr. | Paarung                        | Erreichte Runde |
| --- | ------------------------------ | --------------- |
| 01. | Maegan Manasse Denise Starr    | Halbfinale      |
| 02. | Madeline Lipp Alexandria Chatt | 2. Runde        |
| 03. | Mami Adachi Aldila Sutjiadi    | Finale          |
| 04. | Hayley Carter Whitney Kay      | Sieg            |